# Murad Məmmədov
Murad Məmmədov (ur. 12 sierpnia 1995 roku) – azerski zapaśnik walczący w stylu klasycznym. Olimpijczyk z Paryża 2024, gdzie zajął trzynaste miejsce w kategorii do 60 kg. Srebrny medalista mistrzostw świata w 2023 i brązowy w 2021 roku. 
Mistrz Europy w 2024, drugi w 2018 i trzeci w 2022. Drugi na igrzyskach Solidarności Islamskiej w 2021 i trzeci w 2017. Drugi w Pucharze Świata w 2022. Wicemistrz wojskowych MŚ w 2018 i trzeci w 2016 i 2017.
Mistrz świata juniorów w 2014 i 2015. Mistrz Europy juniorów w 2014, drugi w 2015. Drugi na MŚ U-23 w 2018. Wygrał ME U-23 w 2017, drugi w 2016 i trzeci w 2018 roku.